# Ancistrorhynchus (Plantae)
Ancistrorhynchus, rod orhideja smješten u podtribus Angraecinae, dio tribusa Vandeae, potporodica Epidendroideae. Postoji 18 vrsta koje rastu po tropskoj Africi.

## Vrste
1. Ancistrorhynchus akeassiae Pérez-Vera
2. Ancistrorhynchus brevifolius Finet
3. Ancistrorhynchus capitatus (Lindl.) Summerh.
4. Ancistrorhynchus cephalotes (Rchb.f.) Summerh.
5. Ancistrorhynchus clandestinus (Lindl.) Schltr.
6. Ancistrorhynchus crystalensis P.J.Cribb & Laan
7. Ancistrorhynchus laxiflorus Mansf.
8. Ancistrorhynchus metteniae (Kraenzl.) Summerh.
9. Ancistrorhynchus obovatus Stévart; ined.
10. Ancistrorhynchus ovatus Summerh.
11. Ancistrorhynchus parviflorus Summerh.
12. Ancistrorhynchus paysanii Senghas
13. Ancistrorhynchus recurvus Finet
14. Ancistrorhynchus refractus (Kraenzl.) Summerh.
15. Ancistrorhynchus schumannii (Kraenzl.) Summerh.
16. Ancistrorhynchus serratus Summerh.
17. Ancistrorhynchus straussii (Schltr.) Schltr.
18. Ancistrorhynchus tenuicaulis Summerh.